# Hesperoptenus blanfordi
Hesperoptenus blanfordi är en fladdermusart som först beskrevs av George Edward Dobson 1877.  Hesperoptenus blanfordi ingår i släktet Hesperoptenus och familjen läderlappar. IUCN kategoriserar arten globalt som livskraftig. Inga underarter finns listade i Catalogue of Life.
Denna fladdermus förekommer med flera från varandra skilda populationer från norra Thailand och Laos till norra Borneo. Arten vistas i olika slags skogar som fuktiga skogar i låglandet eller torra skogar i bergstrakter. Individerna vilar bland annat i grottor. De vistas gärna nära vattendrag och bildar mindre flockar med cirka 10 medlemmar.